# Karl Setzen
Karl M. Setzen (* 28. August 1936 in Bardenberg; † 1. August 2022 in Waldstetten) war ein deutscher Soziologe und Hochschullehrer.

## Leben und Wirken
Setzen besuchte das Gymnasium der Stadt Alsdorf. Anschließend studierte er an der PH Aachen und an den Universitäten Hamburg und Münster Soziologie, Pädagogik, Geschichte und Publizistik. Er promovierte 1965 an der Universität Münster zum Dr. phil. mit der Arbeit Soziale Faktoren der Fernsehinformation. Von 1966 bis 1970 war er Wissenschaftlicher Assistent an der PH Rheinland in Aachen. 1970 wurde er an der Pädagogischen Hochschule Schwäbisch Gmünd zunächst zum Dozenten, 1972 zum Professor für Soziologie ernannt. Er bekleidete dort von 1974 bis 1976 und von 1994 bis 1998 das Amt des Rektors. In seine Amtszeit fielen ein bedeutender Ausbau der Hochschule, die Einrichtung neuer Studiengänge sowie die Einführung der Politischen Montagsgespräche.
Setzen beschäftigte sich mit Mediensoziologie, Familiensoziologie, politischer Sozialisation sowie mit europäischer Sozialisation und Kommunalpolitik. Daneben war der in der Friedensbewegung engagierte Setzen kommunalpolitisch aktiv. Er war für die Unabhängigen Bürger (UB) von 1980 bis 2024 Mitglied des Gemeinderats von Waldstetten. Außerdem war er fünfzehn Jahre lang für Die Grünen Mandatsträger im Kreistag des Ostalbkreises. 1980 wurde er für sein Engagement ausgezeichnet. Am 1. August 2022 ist er verstorben.
Der Politikwissenschaftler und Historiker Florian Setzen ist sein Sohn.

## Publikationen (Auswahl)
- Soziologie in der Pädagogen-Ausbildung: Beispiele und Erfahrungen, Gmünder Hochschulreihe Band 19, Pädagogische Hochschule Schwäbisch Gmünd 2001. ISBN 3-925555-21-8.
- mit Renate Setzen: Familie in der Bundesrepublik Deutschland: eine Orientierungshilfe für erzieherische Berufe. Maier, Ravensburg 1978. ISBN 3-473-60327-9.
- Tradition, Normen, Werte in der Industriegesellschaft: eine soziologische Bestandsaufnahme. Lempp, Schwäbisch Gmünd 1976. ISBN 3-920707-39-7.
- Die gesellschaftliche Funktion der Massenmedien: ein sozialkundlicher Überblick. Heidenheimer Verlagsanstalt, Heidenheim (Brenz) 1974. ISBN 3-87971-058-9.
- Die Gruppe als soziales Grundgebilde: Eine Einführung. Heidenheimer Verlagsanstalt, Heidenheim (Brenz), 1971.